# Adrian Witczak
Adrian Witczak (ur. 20 marca 1991 w Tomaszowie Mazowieckim) – polski polityk, nauczyciel i samorządowiec, poseł na Sejm X kadencji.

## Życiorys
Gdy miał 14 lat, zdiagnozowano u niego chorobę Leśniowskiego-Crohna. Od tego czasu jest żywiony przy pomocy sondy dojelitowej. Uczęszczał do I Liceum Ogólnokształcącego im. Jarosława Dąbrowskiego w Tomaszowie Mazowieckim do klasy o profilu biologiczno-chemicznym. W 2015 uzyskał magisterium z biologii na Uniwersytecie Łódzkim oraz z nauk leśnych w Szkole Głównej Gospodarstwa Wiejskiego w Warszawie. Za działalność naukową i badawczą oraz organizacyjną na UŁ został nagrodzony Medalem Universitas Lodziensis Alumno Laude Dignissimo. Był pełnomocnikiem rektora UŁ ds. nowych metod kształcenia. Kształcił się też z zarządzania i finansów publicznych. Podjął pracę jako nauczyciel w szkole niepublicznej prowadzonej w jego rodzinnym mieście przez Fundację Proem Edu. Został też prezesem zarządu Fundacji Instytut Nauki i Nowoczesnej Edukacji.
Działacz Platformy Obywatelskiej. W wyborach samorządowych w 2018 uzyskał mandat radnego Tomaszowa Mazowieckiego. W 2021 został przewodniczącym PO w powiecie tomaszowskim. W wyborach parlamentarnych w 2023 został wybrany do Sejmu X kadencji z okręgu piotrkowskiego, startując z trzeciego miejsca na liście Koalicji Obywatelskiej i zdobywając 16 287 głosów.

## Wyniki wyborcze
| Wybory | Komitet wyborczy | Komitet wyborczy     | Organ                               | Okręg          | Wynik        |
| ------ | ---------------- | -------------------- | ----------------------------------- | -------------- | ------------ |
| 2018   |                  | Koalicja Obywatelska | Rada Miasta Tomaszowa Mazowieckiego | nr 3           | 852 (12,22%) |
| 2023   | Sejm X kadencji  | Koalicja Obywatelska | nr 10                               | 16 287 (4,10%) |              |